# Перша Львівська Медіатека
Перша Львівська Медіатека — це:
- сучасний мультимедійний центр (медіатека) в поєднанні з унікальним книжковим фондом Центральної міської бібліотеки імені Лесі Українки, створений за європейськими стандартами, доступний для усіх охочих;
- проект, спрямований на всебічний розвиток громадянського суспільства, громадських та молодіжних ініціатив;
- платформа для культурного осередку громади, місце комунікації для всіх охочих.

Проект став можливим завдяки спільним зусиллям Львівської міської ради, відомого у Львові німецького товариства міжнародного співробітництва GIZ [Архівовано 10 жовтня 2016 у Wayback Machine.] і програми «Бібліоміст». До участі та збору коштів долучилися також інші благодійні фонди. Мерія міста виділила 450 тисяч гривень, а решту забезпечують вищеназвані організації.
Що є в українській медіатеці? Інтерактивний публічний простір нового покоління — це поєднання книгозбірні новітніх видань, колекції DVD, BLU-RAY та аудіодисків, електронних книжок, мультимедійних освітніх програм та інтерактивного простору. В основі такого місця лежить сучасне обладнання й актуалізована база корисних медіаресурсів. Потенційними партнерами медіатеки у Львові є Вроцлавський мультимедійний центр і такі ж структури Данії та Фінляндії.
Фундатори ідеї наводять статистику: діяльність сучасної бібліотеки у великому місті зменшує негативні прояви поведінки у громаді на 60 %.
Львівська медіатека наразі поділена на три приміщення. Це традиційний медіахол, де проводитимуть презентації та зустрічі, ще одна кімнатка — гравіта — клуб настільних ігор і місце для курсів іноземних мов, і нарешті кіноплоща, де проходитимуть покази кіно, презентації медіа- та арт-проектів. Також тут планують відкрити звукозаписувальну студію. Відтак сучасні тренди — це не лише модні кафе і креативні простори, а й медіатеки, які в майбутньому цілком можуть замінити звичайні бібліотеки й стати улюбленим місцем багатьох яскравих особистостей.

## Сучасний гібрид бібліотеки
Поняття «медіатека» вперше почали вживати французи у XX столітті. У ті часи це був далеко не інноваційний інтерактивний простір, а звичайнісіньке сховище оцифрованих книг.
Прогресує суспільство — прогресують і поняття. Сучасна медіатека включає грандіозне скупчення мультимедійних файлів на різній технічній апаратурі, змогу працювати як на комп'ютері, так і зі звичайними книжками, використовувати в роботі диски, великі екрани й інші інноваційні технології. Приміщення медіатек у світі здебільшого нагадує штаб-квартири бізнес-компаній: це просторі кімнати, модерний дизайн і мінімум меблів. Використовують лише найпотрібніші речі.
Інша, «соціальна», можливість медіатек — мультифункціональність. У таких приміщеннях проводять дискусійні клуби, кінопокази, літературні вечори, засідають мовні клуби. Це місця, де збираються люди, аби попрацювати як самостійно, так і в колективі. Ідеальний варіант для студента, бізнес-працівника й простого фрілансера.
Плюс медіатек ще й у тому, що вам не доведеться платити за час, проведений там, як це буває у звичайних коворкінг-центрах. Це громадське місце з безоплатним доступом. Достатньо виробити особисту картку, інколи з одноразовим внеском.
Принцип дії медіатек дуже нагадує звичайні бібліотеки. Хоча сучасні літератори та публіцисти не надто популяризують роль книжкових бібліотек, вони сходяться на тому, що у майбутньому вони будуть популярними — варто лише змінити формат.

## Досвід Польщі
Мультимедійні центри з Франції поступово перекинулися та виникли в інших країнах. Польща підхопила таку ініціативу швидко й активно займається нею досі.
Одна з потужних медіатек є у Вроцлаві (саме з цього приміщення взяли приклад українці). За статистикою керівників медіатек, найбільше відвідувачів — віком від 25 до 44 років. У Європі в цю вікову категорію входять і студенти.
У медіатеці у Вроцлаві є великий каталог DVD, музичних компакт-дисків, аудіокниг, настільних ігор та електронних освітніх програм. Є також доступ до електронної бази даних книг Ibuków, популярної серед відвідувачів. Вільний доступ до комп'ютерів з інтернетом також є.
Цікавою особливістю Вроцлавської медіатеки є сучасний характер інтер'єру. Мету організатори поставили благородну — створити приємний простір для молодих людей для обміну ідеями та думками, де вони могли б працювати над важливими проектами та поглибити свій кругозір.
Медіатека у Вроцлаві не втратила первинної «бібліотечної» місії — тут можна «орендувати» диски й інші електронні ресурси для перегляду та читання. Усе працює за принципом звичайнісінької бібліотеки.
Ще одна польська медіатека розташувалась у Варшаві. В її основі лежить обмін знаннями з різних галузей науки, що зберігаються на цифрових носіях. Ці структури, до слова, переважно фінансуються міською владою та благодійними організаціями.
Особливістю медіатек у Польщі є Multicentrum. Це інтерактивний центр освіти, де організовуються курси з носіями мови. У приміщенні проводять виставки, фестивалі та зустрічі з авторами. У Варшавській медіатеці є окреме приміщення прес-центру, а також місце для проведення культурних і наукових подій, кінопоказів. Театральні вистави проходять у залі Kinoffej.
Окремий інтерактивний майданчик призначений і для дітей.
Медіатеки в Польщі повністю адаптовані до потреб людей із фізичними вадами (ліфти, туалети, робочі місця). Такий же досвід переймають українці.

## За межами Єврозони
Мультимедійні осередки дедалі частіше з'являються не лише в межах ЄС, США та Канади, а й на пострадянському просторі, у країнах, які лише подали заявку на членство у ЄС. Один із чудових прикладів — медіатека у Тбілісі (Грузія).
Принципової різниці між мультимедійним простором у Грузії та в ЄС нема. Є лише ментальні особливості. Медіатека розташувалась у красивій парковій зоні. У цілому структура збирає сучасні видання в різних цифрових форматах, інвестори планують розширювати зону медіатек по місту, аби для жителів зручнішою була локація.
Особливість дизайну Тбіліської медіатеки — її будівля скляна.

## Досвід США
У США мультимедійні центри — must have не лише кожного університету, а й школи. Тут студенти навчаються, влаштовують ті ж дебати, що й у Європі. Особливість таких місць у Штатах — інтернаціональні клуби. Бувають медіатеки, де дні тижня розподіляються між клубами, наприклад, по понеділках День міжнародних забав тощо.

## Фактори успіху
Перша Львівська медіатека, за невеликий свого існування вже встигла набути слави одного з найуспішніших бібліотечних і ширше — культурних проектів на теренах України, є чудовим доказом справедливості крилатого вислову: відчайдушні часи потребують відчайдушних дій. Відчайдушних — в сенсі рішучих змін і сміливих експериментів. Бо сьогодні бібліотека не може дозволити собі розкіш почуватись спокійно. Зате розкішшю шукати нестандартні моделі розвитку може насолоджуватись вдосталь.
Здавалося б, все просто: ще незвична і тому приваблива для вуха українця назва «медіатека» вкупі з сучасними антуражем — і ось заклад готовий працювати. Але чи може це дійсно дати пояснення, чому молодь робить свій вибір саме на користь медіатеки, і це в місті, де рівень конкуренції у сфері дозвілля, зокрема й інтелектуального, відверто шалений? Тоді, мабуть, варто розібратись з менш очевидними факторами успіху, компонентами, які роблять медіатеку дійсно неповторним місцем в культурному ландшафті Львова.
 Компонент перший — концептуальний 
Будь-яку розмову про Першу Львівську медіатеку куратори цього проекту починають з тлумачення самої цієї концепції: як «третього місця» (місця між роботою і домом), тобто комфортного і сучасного публічного простору для спілкування, навчання, реалізації ідей, якісного відпочинку і дозвілля.
Але де ж тут власне «медіа»? Адже в нашій свідомості це слово тісно пов'язане з технологіями, що прямо випливає з його етимології: з латини і з англійської media в перекладі означає засіб. І мова тут про засоби й інструменти комунікації
Що ж, сучасної техніки й засобів зв'язку у Львівській медіатеці цілком вдосталь. Але й поняття «медіа» там розглядають значно ширше. Адже media, medium — це також і посередник в широкому сенсі, це той, хто відповідає за комунікацію.
Саме роль такого-от посередника у процесі спілкування і спільної діяльності й обрала собі медіатека. Бібліотека як вільний громадський простір, а не просто технічно укомплектоване місце — так коротко можна сформулювати бачення своєї місії від авторів Першої Львівської медіатеки.
 Компонент другий — технологічний 
Щоправда, якщо вже мова зайшла про технічну «начинку», то значення цього медіатечного «інгредієнта» теж не варто списувати з рахунків. Медіатека як сучасний мультимедійний центр функціонує завдяки підтримці програми «Бібліоміст» [Архівовано 12 листопада 2016 у Wayback Machine.] фонду Білла та Мелінди Ґейтсів, яка виділила кошти на придбання необхідної оргтехніки: потужних комп'ютерів включно з периферійним устаткуванням, якісного мультимедійного обладнання, ігрових консолей Kinect.
Усім цим добром відвідувачі можуть скористатись абсолютно безкоштовно. Адже ще одна складова місії Медіатеки — це сприяння побудові відкритого, демократичного суспільства, яке просто неможливо уявити без рівного доступу до інформації та засобів її обробки й передачі.
 Компонент третій — ціннісний 
Проте, якщо ви спитаєте мене, що ж насправді є ключовим компонентом популярності Медіатеки, то я відповім — віра. Не в релігійному сенсі. А в сенсі спільних цінностей і переконань. Зрештою, перше, що відразу ж позитивно налаштовує до медіатечної команди, так це віра в себе і свою справу. Бо, погодьтеся, успіх і комплекс меншовартості, яким так люблять інколи страждати наші бібліотеки, — взаємовиключні в одній справі інгредієнти. Тому, думаю, не помилюся, якщо скажу, що ім'я та імідж достойного уваги закладу Медіатеці створили тверде переконання у власній спроможності, знання своїх сильних сторін, відкритість до нових ідей і партнерств, а також готовність об'єднувати ресурси задля кращого результату.
І, власне кажучи, результати говорять самі за себе. Співпраця з «Крим SOS» [Архівовано 6 червня 2020 у Wayback Machine.], Медіафорумом [Архівовано 22 листопада 2016 у Wayback Machine.], «Видавництвом Старого Лева», Школою джазу, Львівською асоціацією велосипедистів, Клубом любителів подорожей… Літературні презентації, автограф-сесії з відомими музикантами, кінопокази, концерти, виставки, воркшопи… Меню подій з асортиментом на будь-який смак розписане буквально на кожен день. До речі, щодо проблеми партнерства в Першій Львівській медіатеці полюбляють казати, що ідеї самі можуть приходити до нас. Адже їм потрібен простір і благодатний інтелектуальний ґрунт. Вони з'являються разом з цікавими людьми, які шукають когось, з ким можна було б спільно щось організовувати, проводити, реалізувати, взагалі поліпшувати. Хтось скептичний може спитати: чому ж ці активні люди з власними ідеями мають прийти саме в бібліотеку? Увесь фокус в тому, що в Медіатеці спитають: а чому б і не в неї?
Насправді, відвідування Першої Львівської медіатеки може як надихнути вас, так і розчарувати. Серйозно розчарувати, якщо ви хочете почути, що з оновленим приміщенням і з новою технікою бібліотека буде користуватись попитом без докладання будь-яких зусиль. Розчарувати, якщо ви сподіваєтесь побачити відремонтоване до лоску приміщення або безкрайні стелажі з CD- та DVD-дисками (медіаколекція першої української медіатеки дуже скромна за європейськими мірками). Але ж неймовірно і надихнути, якщо вам хочеться наочно переконатись в тому, що продумані концепції завжди працюють і що справжні зміни починаються зі світогляду.